# Брауншвайгер, Альфред
Альфред Брауншвайгер (нем. Alfred Braunschweiger; 16 октября 1885, Штутгарт — 29 июня 1952, Штутгарт) — немецкий прыгун в воду, бронзовый призёр летних Олимпийских игр 1904 года.
На Играх 1904 года в Сент-Луисе Брауншвайгер участвовал только в прыжках с вышки. Он разделил третье место с американцем Фрэнком Кехоу и выиграл бронзовую медаль.